# Otočni gigantizam
Otočni gigantizam je biološki fenomen kod kojeg se veličina životinja izoliranih na nekom otoku kroz nekoliko generacija dramatično povećava. 
Na otocima obično nema velikih mesojeda, bilo jer za preživljavanje trebaju velika lovišta, bilo zbog problema prelaska preko vode. Stoga, otočni gigantizam nije evolucijski proces određen potpuno novim temeljnim parametrima u životu vrste koji bi određivali njezinu mobilnost (fizički oblik) kao kod otočnog patuljastog rasta, već nedostatak otočnih grabežljivaca koji bi ih ograničavali u nesmetanom razvoju. Osim otsutnosti grabežljivaca, i pojava nedostatka rivalstva između jedinki iste vrste omogućava da velike jedinke uzimaju i velike i male komade hrane za sebe, a veliki rast osigurava i dulje i lakše preživljavanje u ekstremnim uvjetima. 
S dolaskom ljudi i odomaćenih grabežljivaca kao što su psi, mačke, svinje ali i štakori, mnoge su velike otočne endemske vrste izumrle. Otočni gigantizam možemo pronaći kod većine velikih grupa kralješnjaka i beskralješnjaka.

## Primjeri otočnog gigantizma

### Sisavci
- Glodavci
  - Izumrli divovski zečevi, rovke i puhovi s mediteranskih otoka
  - Divovski štakori s Floresa
  - Divovska hutia s Kariba
  - Canariomys bravoi (štakor) s Tenerife
  - Canariomys tamarani (štakor) s Gran Canaria

Mnogi glodavci narastu veći na otocima, dok lagomorfi, mesožderi, surlaši i papkari obično postanu manji.
- Primati
  - izumrli divovski lemur roda Archaeoindris, Palaeopropithecus i Megaladapis s Madagaskara (strogo govoreći, Madagaskar u kontekstu biogeografije i nije otok nego zaseban kontinent)

### Ptice
- Neletačice
  - Aepyornis, najveća ptica na svijetu, nekada živjela na Madagaskaru,
  - izumrla moa s Novog Zelanda.
- Ptice vodarice
  - Moa-nalo, izumrle divovske patke s Havaja.
- Divlje kokoši
  - Sylviornis neocaledoniae velika izumrla megapodna ptica s Nove Kaledonije
  - neke izumrle ptice roda megapoda s Polinezije.
- Močvarice
  - Takahe s Novog Zelanda i srodne vrste s Melanezije i Polinezije.
- Morske ptice
  - izumrli pjegavi kormoran s Beringova otoka.
- Golubovi
  - Dodo i Usamljenik s Rodrigeza s Maskarena
  - izumrli Natunaornis gigoura neletač.
- Ptice grabljivice
  - izumrli Haastov orao te Eylesov sokol s Novog Zelanda.
- Papige
  - izumrla papiga Lophopsittacus mauritianus s Mauricijusa, neimenovana golema papiga s Uskršnjeg Otoka, i Kakapo s Novog Zelanda.

### Reptili
- Kornjače
  - Divovske kornjače na Sejšelima, Galápagos otocima i nekada na Maskarenima.
  - Geochelone burchardi (kornjača) na Tenerife
  - Geochelone burchardi (kornjača) na Gran Canaria

- Gušteri
  - Komodo zmaj, rijetki primjer divovskog otočnog mesoždera (Otoci pružaju ograničene količine hrane i prostora, stoga su obično otočni mesožderi manji rastom nego kontinentalni)
  - Leguani (Sauromalus varius, Sauromalus varius) s otoka u meksičkoj državi Baja California
  - Leiolopisma mauritiana i Macroscincus coctei, dva izumrla rovaša (porodica Scincidae) s Mauricijusa i Cape Verde, te rijedak rovaš s Nove Kaledonije Phoboscincus bocourti
  - izumrli gekoni Phelsuma gigas te Hoplodactylus delcourti, i izumrli Rhacodactylus leachianus
  - četiri postojeće i jedna izumrla vrsta gušterica iz roda Gallotia na Kanarskim otocima[1]
  - Gallotia goliath (gušter) na Tenerife

### Kukci
- žohar Gromphadorhina portentosa s Madagaskara
- uholaža Labidura herculeana sa Svete Helene
- rod endemskih šturaka s havajskog otoka Nihoe
- Nakaznik Dryococelus australis s otoka Lord Howe
- rod Deinacrida iz reda ravnokrilaca s rubnih otoka uz Novi Zeland

Flora
- Megaherb

## Vidjeti još
- Evolucija
- Otočna patuljastost
- Dubokomorski gigantizam
- Megafauna